# 雙色兵鯰
雙色兵鯰，為輻鰭魚綱鯰形目美鯰科的其中一種，為熱帶淡水魚。分布於南美洲蘇利南沿岸淡水流域，體長可達3公分，棲息在底層水域，生活習性不明。